# Giulio Viozzi
Giulio Viozzi (Trieste, 5 luglio 1912 – Verona, 29 novembre 1984) è stato un compositore, pianista, direttore d'orchestra e critico musicale italiano.

## Biografia
Nacque a Trieste, nel popolare rione di San Giacomo, compì gli studi musicali sotto la guida di Antonio Illersberg. Nel 1931 si diplomò in pianoforte, seguendo un corso di perfezionamento con Angelo Kessissoglu.
Nel 1936 vinse a Roma la Rassegna Nazionale Giovani Concertisti, per poi impegnarsi brevemente nella carriera conceristica. Si diplomò in composizione nel 1937.
Già nel 1939 diventava docente di armonia complementare presso il Liceo musicale Giuseppe Tartini di Trieste. Dopo il settembre del 1943, fu imprigionato da tedeschi per non aver voluto aderire alla Repubblica di Salò, per essere poi liberato grazie all'intercessione del sovrintendente del Teatro Giuseppe Verdi di Trieste, Franco Antonicelli.
Riprese l'insegnamento al liceo musicale, dove ottenne l'incarico anche per la storia della musica e le esercitazioni corali. Nel 1956 assunse la cattedra di composizione nello stesso liceo, divenuto nel frattempo conservatorio statale, cattedra che mantenne fino al 1976. Alla sua scuola si formarono musicisti come Antonio Bibalo, Carlo de Incontrera, Daniele Zanettovich, Fabio Nieder.
Fino al 1950 Giulio Viozzi era conosciuto principalmente per alcune musiche cameristiche; nel 1951 Luigi Toffolo diresse in prima assoluta al Teatro Verdi di Trieste un suo poema sinfonico, Il Castello di Duino, accolta con successo. L'anno successivo nacque Punta Salvore, che prende ispirazione dall'estremo lembo dell'Istria Occidentale e si configura come un'invocazione di concordia agli uomini tormentati e divisi di quella terra (una retorica, questa, che rispecchia abbastanza fedelmente la temperie storica di quegli anni). Nel 1953 l'Ouverture carsica viene eseguita al Festival internazionale di Venezia. La fama di Viozzi cresce, tanto che Lorin Maazel presenta al Teatro alla Scala di Milano il suo Ditirambo (1955). Vengono così alla luce con ritmo sempre più intenso altre composizioni, quali Hangar 26 (1953), Leggenda, Musica dei ginepri (1962) e Musica per Italo Svevo (1962).
Lentamente il carattere descrittivo della musica di Viozzi cedette il passo a una realtà fine a sé stessa radicata nella pratica del contrappunto. Già Contrasti (1964) esemplifica questa nuova tendenza dell'autore, così come Discorso del vento (1968). I titoli che appaiono nel catalogo del compositore triestino non richiamano più temi di natura letteraria o paesistica, ma divengono semplicemente concerti solistici.
Viozzi operò con successo nel teatro musicale:  Allamistakeo, ispirata a un racconto di Edgar Allan Poe, presentata al Teatro delle Novità di Bergamo il 26 ottobre 1954 sotto la direzione di Ettore Gracis, venne salutata subito come un lavoro rappresentativo dell'opera in musica di quegli anni. Allamistakeo venne poi ripresa in moltissimi teatri sia in Italia che all'estero.  Un intervento notturno, del 1957, presentata in prima assoluta a Trieste, fu accolta con meno calore della precedente, ma circolò egualmente, venendo ripresa addirittura alla radio di San Francisco e di New Orleans e al Teatro Liceo di Barcellona. Sempre a Trieste fu presentato, il 10 marzo 1962 Il sasso pagano, opera in tre atti di soggetto tragico, tratta dalla novella "Der verlassene Gott" di Otto von Leitgeb e accolta subito con vivo successo. Da menzionare nel catalogo teatrale di Viozzi anche l'atto unico La giacca dannata, ispirata alla novella di Dino Buzzati. L'ultima opera lirica del compositore fu Elisabetta, basata sul celebre racconto di Guy de Maupassant, Boule de Suif, fu presentata al pubblico triestino il 19 novembre 1971.
Durante gli anni settanta e ottanta continua, anche se decisamente a rilento, la sua attività compositiva. Nascono nuove pagine come il Concerto per oboe e archi (1974), la Missa Sanctae Euphemiae (1980), la Ballata carsica (1982).
Di un certo interesse è anche la produzione corale e soprattutto l'attenzione che Viozzi ha dedicato al canto popolare con interessanti elaborazioni soprattutto per coro misto. Fu il successore dell'ing. Giorgio Negri come responsabile del Circolo della Cultura e delle Arti di Trieste sezione musica.
Il 30 agosto 1984 mentre si trovava in vacanza a Cavalese lo colpì un ictus cerebrale, dal quale non si riprese più. Dopo tre mesi di agonia, si spense a Verona la sera del 29 novembre 1984.
Viozzi rivolse le sue ultime attenzioni artistiche alla  Sonata per chitarra, il cui secondo tempo, il Lento quasi funebre, fu eseguito nella Cattedrale di San Giusto a Trieste durante la messa in suffragio.

## Stile
Il linguaggio musicale di Viozzi può essere classificato in un'area a metà strada tra il Novecento storico, memore della lezione di Leoš Janáček, Sergei Prokofiev, Maurice Ravel, Igor' Fëdorovič Stravinskij e delle suggestioni della musica popolare, spesso di origine balcanica, con un senso ritmico che ricorda in certi casi quello di Béla Bartók; la tavolozza orchestrale e la facile e fluente vena melodica non gli fecero mancare il consenso positivo del pubblico.
In campo teatrale fuggì ai rischi di una ripresa del verismo, preferendo soggetti grotteschi e surreali.
Tecnicamente la musica di Viozzi si ricollega alle correnti novecentiste più reazionarie, strettamente legate al sistema tonale o al massimo ad un certo gusto armonico vicino all'impressionismo; le tecniche più evolute (dodecafonia, strutturalismo, postserialismo) vennero sempre da lui guardate con estremo sospetto.

## Opere

### Opere liriche
- Allamistakeo, opera in un atto, da Edgar Allan Poe (Bergamo, 1954)
- Un intervento notturno, opera in un atto, da un racconto di R.A.Bowen (Trieste, 1957)
- Il sasso pagano, opera in 3 atti, da O.von Leitgeb (Trieste, 1962)
- La giacca dannata,  monologo lirico in un atto, da Dino Buzzati (Teatro Verdi (Trieste), 1967)
- Elisabetta, opera in tre atti, da Guy de Maupassant (Teatro Verdi (Trieste), 1971) con Sergio Tedesco ed Eno Mucchiutti
- L'inverno, fiaba musicale in un atto, da Nilde Spazzali (1977, prima rappresentazione: Trieste, 26 dicembre 2012)

### Balletti
- Prove di scena, azione coreorafica (Milano, 1958)

### Opera radiofonica
- La Parete bianca, opera radiofonica per voci recitanti, coro femminile e orchestra (Premio Italia 1954)

### Musica sinfonica
- Il castello di Duino, poema sinfonico (Trieste, 1951)
- Punta Salvore, quadro sinfonico (Trieste, 1952)
- Hangar 26, quadro sinfonico (Firenze, 1953)
- Ouverture carsica (Venezia, 1953)
- Ditirambo (Milano, 1955)
- Concerto per violino e orchestra (Roma, 1957)
- Ballata (Milano, 1958)
- Concerto per quintetto d'archi con pianoforte (Siena, 1959)
- Concerto n.1 per pianoforte e orchestra (Firenze, 1960)
- Concerto per trio con clarinetto, violoncello e pianoforte (Aarhus, Danimarca, 1965)
- Invenzione per orchestra - Memorie di Fiemme (Bolzano, 1967)
- Discorso del vento (Trieste, 1968)
- Concerto n.2 per pianoforte e orchestra (Zurigo, 1968)
- Una tantum (1972)
- Concerto per trombone e orchestra (1976)
- Concerto per corno, tromba, trombone, archi e timpani (1977)
- Concerto per otto flauti (1978)

### Musica da camera
- Serenata per violoncello e pianoforte (1933)
- Sonata n.1 per violino e pianoforte (1936)
- Sonata per contrabbasso e pianoforte
- Quartetto n.1 per archi (1949)
- Quartetto n.2 archi (1950)
- Sonata n.2 per violino e pianoforte (1951)
- Trio per flauto, viola e arpa (1960)
- Sonata per viola e pianoforte (1966)
- Divagazioni per violino, viola, violoncello e chitarra (1967)
- Preludio e ballata per violino e arpa (1975)
- Piccola suite per tre oboi (1979)
- Quintetto per archi e pianoforte (1983)

### Musica per pianoforte
- Scherzo (1931)
- Ritmo telegrafico (1936)
- Tempo di tango (1940)
- A Duke Ellington (1940)
- Variazioni su un tema popolare triestino (1941)
- Tre pitture di Van Gogh (1948)
- Tempo di samba (1952)
- Ballata d'autunno (1958)
- Diciotto preludi (1974)

### Musica per organo
- Varianti (Roma, 1971)
- Ricercare (Vicoforte, 1972)
- Discorso (1978; Reggio Calabria, 1980)
- Tre accordi e loro conseguenze (Caldonazzo, 1980)
- Impetuoso (1981)
- Umoresca (1981; Varese, 1982)

### Musica sacra
- O Sapientia, mottetto per coro misto (Gorizia, 1966)
- Missa Sanctae Euphemiae (Trieste, 1980)
- Di' Maria Dolce, da Jacopone da Todi (1980; Trieste, 1984)
- O Francesco da Deo amato, da Jacopone da Todi (Trieste, 1982)

### Liriche per voce e pianoforte
- Sera d'ottobre, da Giovanni Pascoli (1935)
- Pianto antico, da Giosuè Carducci (1935)
- Tre liriche giapponesi, da Miu Fukuku (1943)
- Epigramma, da Torquato Tasso (1950)
- Liebeslieder, da Rainer Maria Rilke (1976)
- Tristessa de la sera, da Biagio Marin (1982)
- Ninna Nanna, da Biagio Marin (1982)